# Rendu non biaisé

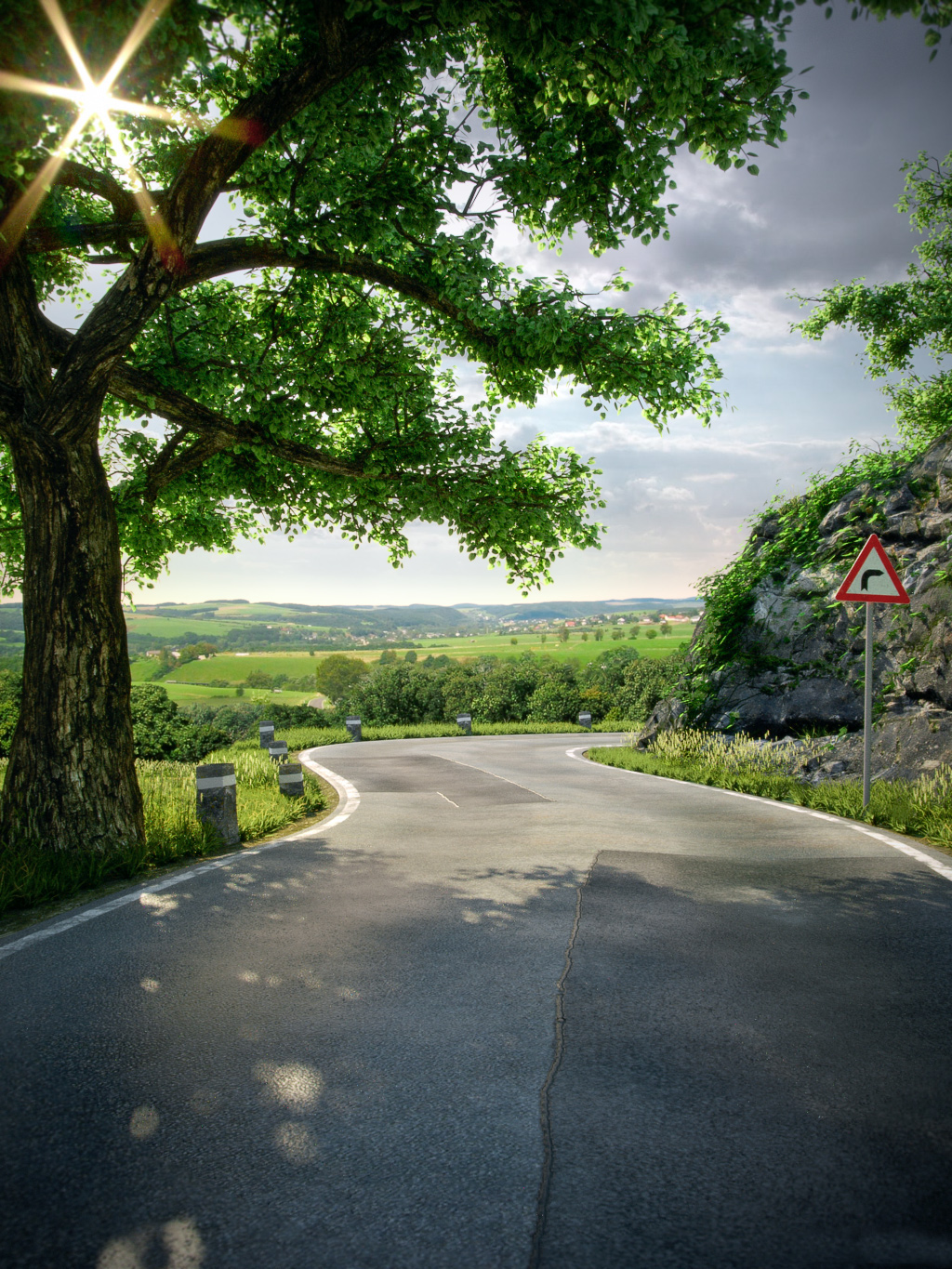
Exemple de rendu non biaisé utilisant Indigo.

Le rendu non biaisé est une technique de rendu photoréaliste, en Infographie, qui n'introduit aucune erreur systématique, ou biais, dans l'approximation du rayonnement.
De ce fait, il est souvent utilisé pour générer l'image de référence à laquelle d'autres techniques de rendu sont comparées. Mathématiquement, l'espérance mathématique de l'estimateur non biaisé sera toujours la moyenne de celle de la population, quel que soit le nombre d'observations. L'erreur trouvée dans un rendu non biaisé sera due à la variance, qui se manifeste par un bruit haute fréquence dans l'image résultante. La variance est réduite de {\displaystyle n} et l'écart type de {\displaystyle {\sqrt {n}}} pour les points de données {\displaystyle n}, ce qui signifie qu'il faut quatre fois plus de points de données pour réduire de moitié l'écart type de l'erreur. Cela rend les techniques de rendu non biaisées moins attrayantes pour les applications en temps réel ou interactives. Inversement, une image produite par un moteur de rendu non biaisé qui semble lisse et sans bruit est probabilistiquement correcte.
Une méthode de rendu biaisée n’est pas nécessairement fausse et peut quand même converger vers la bonne réponse si l’estimateur est cohérent (en). Il introduit toutefois un certain biais, généralement sous la forme d'un flou, dans le but de réduire la variance (bruit haute fréquence). Une technique non biaisée peut ne pas prendre en compte tous les chemins possibles. Le path tracing ne peut pas toujours gérer les caustiques générées à partir d'une source de lumière ponctuelle, car il est très peu probable de générer de manière aléatoire le chemin qui se reflète directement dans le point. La cartographie progressive des photons (PPM), une technique de rendu biaisée, peut très bien gérer les caustiques. Bien que biaisée, la PPM est parfaitement cohérente, ce qui signifie que lorsque le nombre d'échantillons va jusqu'à l'infini, l'erreur de biais passe à zéro et que la probabilité que l'estimation soit correcte atteint un.
Les méthodes de rendu sans biais incluent :
- Le path tracing
- Le light tracing
- Le path tracing bidirectionnel
- Le Metropolis light transport (et le path tracing de redistribution d’énergie[1])

## Moteurs de rendu non biaisés
- Arion (en)
- Arnold[2]
- Cycles
- Indigo
- Kerkythea (hybride)
- LuxRender
- Mantra
- Maxwell Render
- Mental Ray (optionnel)
- Octane Render (GPU)
- V-Ray (optionnel)